# Action Hero Hall of Fame
L'Action Hero Hall of Fame ricalca le più famose Hall of Fame come l'Hollywood Walk of Fame, la Rock and Roll Hall of Fame o l'International Boxing Hall of Fame. Rappresenta un tributo agli attori d'azione più meritevoli e di successo nel mondo del cinema.

## Storia
Viene creata e consegnata nel 2010 dal sito IGN durante la manifestazione del San Diego Comic-Con International, quando fu inserita la prima star d'azione del cinema, che fu Sylvester Stallone.
Il premio non viene consegnato annualmente ma saltuariamente, difatti nel 2011 non viene inserito alcun attore nell'Hall of Fame.

## Lista degli attori presenti nella Hall of Fame
| Anno | Nome                  | Motivazione                                                          | Nota o fonte |
| ---- | --------------------- | -------------------------------------------------------------------- | ------------ |
| 2010 | Sylvester Stallone    | Più grande star d'azione della storia del cinema                     | [ 1 ] [ 2 ]  |
| 2012 | Arnold Schwarzenegger |                                                                      | [ 3 ]        |
| 2013 | Bruce Lee             | Per il suo contributo ai film d'azione e di arti marziali nel cinema | [ 4 ]        |